# Human Relations (journal)
 (septembre 2017).
Human Relations est une revue scientifique, basée sur l'évaluation par les pairs, qui couvre le champ de la théorie des organisations. 
La revue est publiée par SAGE Publications avec le soutien de l'Institut Tavistock à Londres. Elle a été fondée en 1947 par l'Institut Tavistock et le Research Center for Group Dynamics du Massachusetts Institute of Technology.

## Indexation
Selon le Journal Citation Reports, la revue a en 2015 un facteur d'impact de 2.619, le plaçant au quatrième rang des 93 revues dans la catégorie "Sciences sociales, Interdisciplinarité" et 37ème des 192 revues dans la catégorie "Management".